# Mongolische Badmintonmeisterschaft 2016
Die Mongolische Badmintonmeisterschaft 2016 fand vom 3. bis zum 4. September 2016 in Ulaanbaatar statt. 

## Medaillengewinner
| Disziplin    | Gold                                      | Silber                                           | Bronze                                       |
| ------------ | ----------------------------------------- | ------------------------------------------------ | -------------------------------------------- |
| Herreneinzel | Davaasuren Battur                         | Enkhbat Olonbayar                                | Batdavaa Munkhbat                            |
| Herreneinzel | Davaasuren Battur                         | Enkhbat Olonbayar                                | Erdenebayar Enkhbold                         |
| Dameneinzel  | Khulangoo Baatar                          | Narantsetseg Bayarsaikhan                        | Munkhchimeg Mendjargal                       |
| Dameneinzel  | Khulangoo Baatar                          | Narantsetseg Bayarsaikhan                        | Bulagmaa                                     |
| Herrendoppel | Gerelsukh Jargalsaikhan Batdavaa Munkhbat | Erdenebayar Enkhbold Enkhbat Olonbayar           | Davaasuren Battur Sumyasuren Enkhbat         |
| Herrendoppel | Gerelsukh Jargalsaikhan Batdavaa Munkhbat | Erdenebayar Enkhbold Enkhbat Olonbayar           | Sainbuyan Purevsuren Dulguunbayar Uuganbayar |
| Damendoppel  | Khulangoo Baatar Munkhchimeg Mendjargal   | Saikhantuul Banzaragch Narantsetseg Bayarsaikhan | Khaliunaa Bymba Delgermaa Undaraa            |
| Damendoppel  | Khulangoo Baatar Munkhchimeg Mendjargal   | Saikhantuul Banzaragch Narantsetseg Bayarsaikhan | Kherlen Darkhanbaatar Uyanga Munkhbat        |
| Mixed        | Enkhbat Olonbayar Bulagmaa                | Davaasuren Battur Narantsetseg Bayarsaikhan      | Batdavaa Munkhbat Delgermaa Undaraa          |
| Mixed        | Enkhbat Olonbayar Bulagmaa                | Davaasuren Battur Narantsetseg Bayarsaikhan      | Sainbuyan Purevsuren Saikhantuul Banzaragch  |